# Capnodiales
Capnodiales Woron. – rząd grzybów z klasy Dothideomycetes. Grzyby mikroskopijne, szeroko rozprzestrzenione, przeważnie pasożyty roślin.

## Morfologia
Mają zazwyczaj dość dobrze rozwiniętą grzybnię i drobne, cienkościenne owocniki o kształcie kulistym, gruszkowatym lub spłaszczonym. Zarodniki wydostają się przez otwór na szczycie owocnika, lub przez wykruszenie jego bocznej ściany. Worki fissitunikowe, drobne o kształcie jajowatym, cylindrycznym, maczugowatym lub maczugowato-cylindrycznym. Askospory hialinowe lub brunatne, czasami wielokomórkowe, bez galaretowatej pochewki.

## Systematyka
Pozycja w klasyfikacji według Index Fungorum
Pleosporomycetidae, Dothideomycetes, Pezizomycotina, Ascomycota, Fungi.
Rodzaje
Według aktualizowanej klasyfikacji Index Fungorum bazującej na Dictionary of the Fungi do rzędu Capnodiales należą:
- rodzina Aeminiaceae J. Trovão, I. Tiago & A. Portugal 2019
- rodzina Antennulariellaceae Woron. 1925
- rodzina Capnodiaceae Höhn. ex Theiss. 1916
- rodzina Cladosporiaceae Nann. 1934
- rodzina Coccoideaceae Henn. ex Sacc. & D. Sacc. 1905
- rodzina Cystocoleaceae Locq. ex Lücking, B.P. Hodk. & S.D. Leav. 2016
- rodzina Davidiellaceae C.L. Schoch, Spatafora, Crous & Shoemaker 2007
- rodzina Dissoconiaceae Crous & de Hoog 2009
- rodzina Extremaceae Quaedvl. & Crous 2014
- rodzina Floricolaceae Thambugala, Kaz. Tanaka & K.D. Hyde 2015
- rodzina Johansoniaceae Doilom, Phookamsak & K.D. Hyde 2018
- rodzina Metacapnodiaceae S. Hughes & Corlett 1972
- rodzina Neoantennariellaceae Abdollahz. & Crous 2020
- rodzina Neodevriesiaceae Quaedvl. & Crous 2014
- rodzina Paradevriesiaceae Crous 2019
- rodzina Piedraiaceae Viégas ex Cif., Bat. & S. Camposa 1956
- rodzina Racodiaceae Link 1826
- rodzina Readerielliopsidaceae Abdollahz. & Crous 2020
- rodzina Xenodevriesiaceae Crous 2019
- rodzaje Incertae sedis